# Anexión de Crimea por Rusia
La anexión de Crimea por Rusia se refiere a la anexión unilateral no reconocida internacionalmente por parte de la Federación de Rusia de las dos entidades que forman la península de Crimea, la República de Crimea  y la ciudad autónoma de Sebastopol, y que formaban parte de la República de Ucrania desde la disolución de la Unión Soviética en 1991. Las dos entidades fueron declaradas como sujetos federales de la Federación de Rusia, de acuerdo con la Ley sobre Nuevos Territorios Federales de la legislación rusa que se aplicó en la península. Esa legislación considera a Crimea parte de Rusia desde el momento de la firma del acuerdo interestatal del 18 de marzo de 2014 y el periodo transitorio se prolongó hasta el 1 de enero de 2015.
La decisión unilateral de Vladímir Putin de anexionarse Crimea tiene su origen en el Euromaidán, la revolución ucraniana iniciada a finales de 2013, la cual culminó con la destitución del prorruso Víktor Yanukóvich que el Kremlin consideró un golpe de Estado. Entonces se iniciaron una serie de manifestaciones de rusófilos —en su mayoría rusos étnicos y ucranianos rusófonos— opuestos a los eventos ocurridos en Kiev y que anhelan estrechar sus vínculos (o inclusive integrarse) con Rusia. Luego varios gobiernos regionales propusieron referendos separatistas y se produjo una invasión militar, donde las Fuerzas Armadas de Rusia se desplegaron en Crimea, con el objetivo, según el Kremlin, de garantizar la integridad de los ucranianos prorrusos habitantes de Crimea y las bases rusas estacionadas allí, hasta que se normalizara la situación sociopolítica; desoyendo las advertencias de no invadir lanzadas por Estados Unidos y Kiev.
Previamente, las autoridades de Crimea, de ideología prorrusa,  habían solicitado la asistencia del gobierno de Moscú después de que la Rada Suprema intentara abolir la ley de lenguas cooficiales del 3 de julio de 2012. Sin embargo, el presidente interino de Ucrania, Oleksandr Turchínov, se negó a firmar esta decisión del Parlamento, instándolo a elaborar una ley nueva que regulara el uso de dichas lenguas.
La anexión de Crimea por Rusia no es reconocida por Ucrania, que la considera ilegítima y opuesta al derecho internacional, y asegura que el territorio sigue conformando la República Autónoma de Crimea y la ciudad especial de Sebastopol. Esta anexión por parte de Rusia, considerada ilegal por parte de Estados Unidos y de la Unión Europea, causó la peor crisis en las relaciones entre Rusia y Estados Unidos desde el final de la Guerra Fría, empeorada drásticamente por la invasión rusa de Ucrania de 2022. Además, ya en marzo de 2014, la Asamblea General de las Naciones Unidas aprobó la Resolución 68/262 llamada Integridad territorial de Ucrania en respuesta a la anexión de Crimea por Rusia. Aprobada por 100 países, la resolución afirmó el compromiso de las Naciones Unidas para reconocer a Crimea como parte de Ucrania, rechazando el referéndum sobre el estatus político.
Invadiendo y anexando Crimea, Rusia violaba un tratado internacional y tres tratados bilaterales firmados con Ucrania: el Memorándum de Budapest —que ofrecía garantías de seguridad por parte de sus signatarios a Ucrania—; el Tratado de Amistad y Colaboración entre Ucrania y Rusia de 1997; el Tratado sobre la permanencia de la Flota del mar Negro rusa en territorio ucraniano hasta 2017 y el Tratado de Járkov por el que dicha permanencia se extendía hasta 2042.
Por otra parte, una llamada Constitución de la República de Crimea fue aprobada el 11 de abril de 2014. El texto dice que la República de Crimea es un Estado democrático y de derecho dentro de la Federación de Rusia. Además, establece que la República de Crimea es una parte «inseparable» del territorio de Rusia. Establecida el 21 de marzo de 2014, por orden del Ministro de Defensa de la Federación de Rusia se crea la Medalla por el Retorno de Crimea.

## Trasfondo histórico

Ubicación de Crimea en Rusia.

### Tiempos rusos y soviéticos
De origen otomano, el antiguo Kanato de Crimea fue anexionado en 1783 por parte del Imperio ruso, constituido inicialmente como Nueva Rusia y más tarde como la Gubernia de Táurida en 1802. Gobiernos de breve duración (República Popular de Crimea, Gobierno regional de Crimea, RSS de Crimea) se establecieron durante la primera etapa de la guerra civil rusa, pero fueron seguidos por el Movimiento Blanco y, por último, la creación de la República Autónoma Socialista Soviética de Crimea. Después de la Segunda Guerra Mundial y la deportación de los tártaros de Crimea, la república autónoma soviética fue repoblada por habitantes de origen ruso, despojada de su autonomía en 1946 y degradada a un óblast.
No se permitió el regreso de los tártaros de Crimea hasta mediados de la década de 1980 bajo la perestroika.

#### Transferencia de Crimea
La transferencia de Crimea se refiere al cambio administrativo interno en la Unión Soviética mediante el cual el óblast de Crimea fue transferida de la RSFS de Rusia a la vecina RSS de Ucrania en 1954. La medida fue implementada a petición de la parte rusa, que no tenía acceso terrestre a la península, siendo Crimea abastecida de electricidad, agua, carreteras y vías férreas desde Ucrania, lo cual favorecía la gestión, administración y contabilidad de la península por esta última. El Primer Secretario del PCUS, Nikita Jruschov, fue uno de los artífices de dicha transferencia, apoyado así mismo por el Presidente del Consejo de Ministros de la URSS Gueorgui Malenkov. El Soviet Supremo de la URSS ratificó la transferencia de Crimea a la RSS de Ucrania el 19 de febrero de 1954, la cual fue confirmada por una ley específica del 26 de abril.
El traspaso administrativo se consumó el 17 de junio de 1954, cuando el Soviet Supremo de la RSS de Ucrania aceptó la incorporación del territorio. Pese a ello, la población rusa continuó siendo la etnia mayoritaria de la óblast de Crimea: 858 000 rusos frente a 268 000 ucranianos, según el censo de 1959.

### República Autónoma de Crimea (1992-1998)
Tras el referéndum sobre el estatus político de Crimea de 1991, en el cual se preguntó si Crimea debía convertirse en República Autónoma dentro de la URSS, y que resultó favorable, Ucrania creó un estatuto de autonomía de Crimea, como parte de la RSS de Ucrania. El Consejo del óblast de Crimea se convirtió Consejo Supremo de Crimea y, el 4 de septiembre de 1991, se aprobó la Declaración de la soberanía del Estado de Crimea.
Después de la disolución de la Unión Soviética, la autonomía fue renombrada como la República de Crimea. El gobierno de Ucrania inicialmente aceptó su nombre, pero no sus pretensiones de ser un estado. De acuerdo con la legislación de Ucrania «sobre el estado de la República Autónoma de Crimea», aprobada el 29 de abril de 1992, la «República de Crimea es una parte autónoma de Ucrania y de forma independiente decide sobre los asuntos que le sean delegados por la Constitución y las leyes de la Ucrania». El Consejo Superior Regional, por el contrario, insistió en que «la República de Crimea es un Estado democrático legal» que «tiene la supremacía en cuanto a recursos naturales, materiales, el patrimonio cultural y espiritual y ejerce sus derechos soberanos y de todo el poder», sino también una «parte de Ucrania y establece relaciones en él sobre una base del tratado y los acuerdos». Tanto la legislación de Ucrania sobre el estado de la autonomía y la Constitución de la Crimea de 1992 se modificaron más tarde de ese mismo año, proponiendo la legislación de Ucrania sobre el estado de la República.

### Estatus de Sebastopol

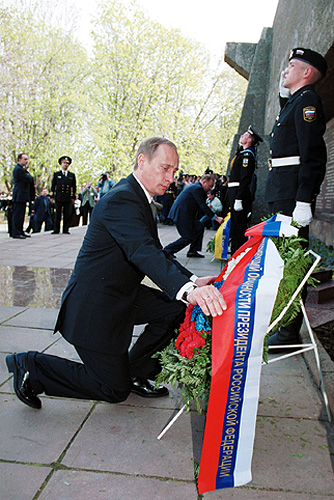
Vladímir Putin durante una visita a Sebastopol en abril de 2000.

Se firmó un acuerdo en 1997 entre los gobiernos de Rusia y Ucrania (en) en el que estos declaraban que "respetan la integridad territorial de ambos Estados y reafirman la inviolabilidad de las fronteras actualmente existentes entre ambos", permitiendo a la flota del Mar Negro permanecer en Sebastopol hasta 2017 (más tarde ampliado por otros 25 años, hasta 2042, con una posible opción de ampliar este período hasta el año 2047).

## Antecedentes directos

### Rusos en Ucrania
La política de rusificación fue más intensa en Ucrania que en otras partes de la Unión Soviética, por lo que este país contiene ahora el grupo más grande de rusófonos que no son rusos étnicos: en 2009 había en torno a 5,5 millones de ucranianos cuya lengua materna era el ruso. Los hablantes de ruso son más numerosos en la mitad sudoriental del país, mientras que tanto el ruso como el ucraniano son usados por igual en el centro, y el ucraniano es la lengua dominante en el oeste. Algunos de estos "ucranianos rusificados" hablan ruso, mientras que otros hablan una mezcla de ucraniano y ruso conocida como "súrzhyk"; muchos de ellos también tienen cierto dominio del idioma ucraniano. Las estimaciones de su prevalencia en el país varían, pero según distintos estudios, los "ucranianos rusificados" constituyen entre un tercio y la mitad de la población total de Ucrania.

### Presencia de tropas rusas
Se atribuye la creación de la Flota del Mar Negro a Grigori Potiomkin el 13 de mayo de 1783, tras la anexión de Crimea bajo el reinado de Catalina la Grande y la creación de una importante base militar, ubicada en la ciudad de Sebastopol (recientemente anexionada a la Federación de Rusia desde marzo de 2014). La expansión hacia el sur del Imperio ruso a finales del siglo XVIII les llevó a enfrentarse con su mayor rival en la región del Mar Negro, el Imperio otomano. La Flota del Mar Negro venció a los turcos en 1790, combatió contra los otomanos durante la Primera Guerra Mundial, contra la flota rumana durante la Segunda Guerra Mundial y mantuvo breves combates contra la Armada de Georgia en el transcurso de la guerra de Osetia del Sur de 2008.

### Euromaidán
Se conoce como Euromaidán (en ucraniano, Євромайда́н, Yevromaidán; «Europlaza») a una serie de manifestaciones y disturbios heterogéneos iniciada el 21 de noviembre de 2013 con grandes protestas en la Plaza de la Independencia en Kiev. Las protestas, de índole europeísta, independentista y nacionalista, se desencadenaron a raíz de la repentina decisión del presidente Viktor Yanukóvich de suspender el Acuerdo de Asociación entre la Unión Europea y Ucrania y fortalecer sus lazos con Rusia. Tras aprobar, por abrumadora mayoría, el parlamento ucraniano la ratificación del Acuerdo con la UE, Rusia habría presionado a Kiev para que lo rechazara. Los manifestantes se opusieron a lo que consideraban corrupción gubernamental generalizada, abuso de poder y violaciones de los derechos humanos. La organización no gubernamental Transparencia Internacional denunció a Yanukóvich como el principal ejemplo de corrupción en el mundo. La violenta dispersión de los manifestantes el 30 de noviembre de 2013 provocó aún más indignación en la población. El Euromaidán precipitó la renuncia del presidente el 22 de febrero de 2014 y significó el origen de la guerra ruso-ucraniana.
Tras la huida del presidente de Ucrania Víktor Yanukóvich en dirección desconocida el 21 de febrero de 2014, la Rada Suprema destituyó del cargo a Yanukóvich por «el abandono de sus funciones constitucionales». El 23 de febrero de 2014, el jefe del grupo parlamentario del Partido de las Regiones que lideraba Yanukóvich, Oleksandr Yefrémov, responsabilizó a Yanukóvich del saqueo del país y del derramamiento de sangre.
Más adelante, el 29 de marzo de 2014, el Congreso del Partido de las Regiones expulsaría de sus filas a Yanukóvich, Mikola Azárov, Oleksandr Klimenko, Serhiy Arbúzov, Valeriy Konovalyuk y Andréi Syshatski por 333 votos a favor, 45 en contra y 28 abstenciones.
Los sucesos se habían desencadenado en Kiev la noche del 21 de noviembre de 2013, un día después de que el Gobierno de Ucrania hubiera suspendido in extremis la firma del Acuerdo de Asociación y el Acuerdo de Libre Comercio con la Unión Europea (UE).
Aunque el 30 de marzo de 2012, Yanukóvich y los líderes de la UE habían acordado un estatuto de asociación de Ucrania con la UE, la entrada en vigor se fue aplazando y las negociaciones quedaron estancadas durante un año, entre otras razones porque una de las exigencias europeas era la liberación de Yulia Timoshenko y Yuri Lutsenko, opositores al Gobierno. Ello no impidió que durante los meses previos al inicio de las protestas, Yanukóvich prometiera realizar las reformas necesarias para seguir adelante con las negociaciones.
Sin embargo, sorprendentemente, el Gobierno ucraniano, encabezado por Mikola Azárov, publicó el 21 de noviembre de 2013 una nota oficial en la que informaba que el proceso de preparación de la firma del acuerdo quedaba «suspendido». Las razones esgrimidas fueron la caída en la producción industrial y el mantenimiento de relaciones con los países de la Comunidad de Estados Independientes. Yanukóvich asistió a la cumbre de la UE los días 28 y 29, tal como estaba previsto antes de la suspensión unilateral, pero solo para declinar la última oferta europea, de 600 millones de euros, por considerarla «humillante». Por su parte, Azárov reprochó a la UE y al Fondo Monetario Internacional la falta del apoyo económico que hubiera compensado el «divorcio comercial» con Rusia, a la vez que admitía que había sido Moscú quien había conminado a Kiev a no sellar el pacto.
A partir del 21 de noviembre, se produjeron en la plaza de la Independencia (en ucraniano, Maidán Nezalézhnosti) de la capital varias concentraciones que exigían al gobierno retomar el diálogo con la UE. Las convocatorias lograron congregar a cientos de miles de personas, que asistieron a discursos diarios de líderes políticos opositores y de figuras destacadas de la cultura, tanto ucranianas como extranjeras. Entre sus impulsores se encontraban organizaciones sociales, la oposición política —incluidos grupos ultranacionalistas y de extrema derecha, Sector Derecho y Svoboda— y las Iglesias ucranianas —como la Iglesia ortodoxa ucraniana del Patriarcado de Kiev—, con excepción de la Iglesia ortodoxa ucraniana del Patriarcado de Moscú. En las manifestaciones también participaron representantes de minorías étnicas (rusos, chechenos, tártaros de Crimea, judíos, georgianos, armenios y otros) y ciudadanos de otros países (Polonia, Bielorrusia, Georgia, Rusia y otros).
Las protestas desembocaron en disturbios, que fueron creciendo en intensidad, al punto de que hubo días en que muchos manifestantes continuaban sus protestas toda la noche, lo que hacía imposible su desalojo del lugar por parte de las autoridades. El 16 de enero, la Rada Suprema ordenó penas contra los manifestantes, el bloqueo de edificios administrativos y la instalación de tiendas de campaña. Esto fue tomado por los manifestantes como un veto a su derecho de manifestarse y protestar. Desde entonces, las protestas provocaron una escalada de violencia en rechazo a las nuevas leyes. Como resultado, el 22 de enero las manifestaciones registraron cinco muertos.
Entre tanto, las protestas se fueron expandiendo a lo largo del centro y oeste del país, con algunos focos en el este, mayoritariamente rusófono. La exigencia no era solo el cambio económico hacia Europa, sino la sustitución total de gobierno, lo que llevó a la dimisión de Azárov el 28 de enero y a que el Parlamento reunido en asamblea extraordinaria derogara las polémicas leyes que limitaban los derechos de manifestación y reunión.
La noche del 19 y 20 de febrero, Yanukóvich y los principales líderes de la oposición (Vitali Klichkó, Arseni Yatseniuk y Oleh Tiagnibok) acordaron una tregua y la retirada de las barricadas colocadas anteriormente en la plaza de la capital para contener a las fuerzas policiales. El 21 de febrero —tras el llamado «Jueves Negro» (20 de febrero) en el que murieron más de 60 manifestantes—, se aprobó un acuerdo entre ambas partes para adelantar las elecciones, formar un gobierno de transición, volver a la Constitución de Ucrania de 2004 y frenar la violencia.
En la madrugada del 21 al 22 de febrero, Yanukóvich, sin informar al parlamento, abandonó su lujosa residencia de Mezhyhirya, en las afueras de la capital, y desapareció en dirección desconocida —según declararía más adelante, lo hizo al temer por su vida y la de su familia—. Yanukóvich no firmó la reintroducción de la Constitución de 2004 que acordó ratificar en menos de 48 en el acuerdo previo antes de desaparecer. En la mañana del 22 de febrero, la Rada Suprema lo destituyó de su cargo por «abandono de sus funciones constitucionales» y tomó el control del país, votando, por mayoría constitucional, la vuelta a la Constitución de 2004, acordada el día anterior.

#### Intento de abolición de la Ley de Lenguas Cooficiales
| Datos de 2001                                                                        | Datos de 2001 |
| ------------------------------------------------------------------------------------ | ------------- |
| Sebastópol obtuvo el porcentaje más alto (90.6 %), seguido por Crimea con un 77.0 %. |               |
| Datos de 2005                                                                        |               |
| Crimea: 97 % de toda la población                                                    |               |
| Óblast                                                                               |               |
| Dnipropetrovsk                                                                       | 72 %          |
| Donetsk                                                                              | 93 %          |
| Zaporizhia                                                                           | 81 %          |
| Lugansk                                                                              | 89 %          |
| Mikoláyiv                                                                            | 66 %          |
| Odesa                                                                                | 85 %          |
| Járkov                                                                               | 74 %          |

En febrero de 2014, la Rada Suprema acordó abolir la Ley sobre las bases de la política lingüística estatal de 2012, que establecía que en los rayones donde un determinado idioma fuese hablado por al menos 10 % de los habitantes, dicho idioma podía adquirir el rango de lengua cooficial. Sin embargo, el 3 de marzo el presidente interino del parlamento, Oleksandr Turchínov, se negó a firmar la mencionada resolución acerca de la ley de política lingüística hasta que la Rada no elaborase una nueva, por lo que la ley siguió en vigor (en 2018, dicha ley dejó de estar vigente al ser declarada inconstitucional por el Tribunal Constitucional).
La abrogación de la Ley aprobada en 2012 en algún momento hubiera perjudicado a los hablantes de ruso (cooficial en todo el este y sur de Ucrania, además de algunos raiones en Kirovogrado, Cherníhiv, Sumy y Zhitómir), húngaro (cooficial en algunos raiones de Transcarpatia) y rumano (cooficial en algunos raiones de Transcarpatia, Chernivtsí y Odesa). La propuesta fue rechazada por una parte de las comunidades bilingües dentro de Ucrania, además de otros países vecinos con importantes minorías en el territorio ucraniano, en particular Rusia.
Por su parte, las autoridades de Crimea —de ideología prorrusa— habían solicitado la asistencia del gobierno de Moscú después de que la Rada Suprema de Ucrania intentara abolir la ley. Sin embargo, el presidente interino de Ucrania, Oleksandr Turchínov, se negó a firmar esta decisión del Parlamento, instándolo a elaborar una ley nueva que regulara el uso de dichas lenguas.

## Anexión

### Independencia de Crimea
La Declaración de Independencia de la República Autónoma de Crimea y de la ciudad de Sebastopol fue una resolución conjunta aprobada el 11 de marzo de 2014 por el Parlamento de Crimea y el Consejo de la Ciudad de Sebastopol donde expresaron su intención de auto-declararse independientes después de un referéndum que se celebraría el 16 de marzo, y que preveía la incorporación a Rusia como un sujeto federal. Ambos territorios eran dos divisiones subnacionales de Ucrania pero se unificaron para formar la República de Crimea independiente de Ucrania. El documento cita explícitamente la declaración unilateral de independencia de Kosovo y la opinión de la Corte Internacional de Justicia como un precedente para la acción.
La declaración anticipaba la constitución de la República de Crimea como "estado independiente y soberano con una forma republicana de gobierno" según los resultados del referéndum. La declaración de independencia fue aprobada por el Parlamento de Crimea por 78 votos a favor de un total de 81, siendo rubricada conjuntamente por el presidente del Parlamento de Crimea Vladímir Konstantínov y por el presidente del Consejo de la Ciudad de Sebastopol Yury Doynikov.

### Referéndum sobre el estatus político de Crimea
El referéndum sobre el estatus político de Crimea de 2014 se celebró en la República Autónoma de Crimea (RAC) y la ciudad de Sebastopol el 16 de marzo de 2014 —originalmente fue fijado para el 25 de mayo de 2014 y posteriormente para el 30 de marzo, pero se adelantó— y consultó sobre el ingreso del territorio en la Federación de Rusia o el retorno a la Constitución de Crimea de 1992.
Los miembros del Consejo Supremo de la República Autónoma votaron el 6 de marzo dejar de ser formalmente parte de Ucrania y unirse a Rusia. El mismo día, Sebastopol se declaró unilateralmente un sujeto federal de la Federación Rusa. El 11 de marzo Crimea y la ciudad de Sebastopol declararon su independencia de Ucrania, formando la República de Crimea, con 78 votos a favor de un total de 100 miembros en el Parlamento de Crimea. La acción fue considerada legítima por Rusia, pero no por Estados Unidos y el gobierno en Kiev.
Finalmente, en la RAC, con una participación de más del , la opción de ser anexada a Rusia ganó con más del 96%. En cuanto a Sebastopol, con una participación de casi un , la opción de ser anexada a Rusia ganó con más del . Tras conocerse los resultados, los concejales del Ayuntamiento de Sebastopol votaron el día 17 de marzo a favor de la integración de la ciudad en la Federación de Rusia como territorio federal, es decir, como una entidad aparte del resto de Crimea, con el mismo estatus de las ciudades de Moscú y San Petersburgo.

### Tras el referéndum

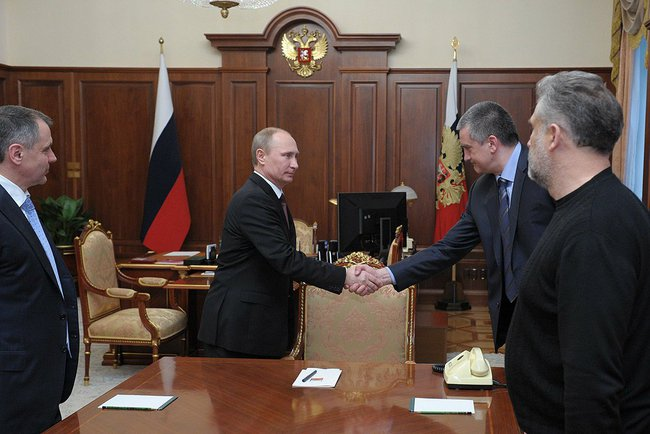
El presidente de Rusia, Vladímir Putin, con los líderes de la República de Crimea, Serguéi Aksiónov y Vladímir Konstantínov, y el alcalde de Sebastopol, Alekséi Chaly el 18 de marzo.

#### Aspectos institucionales
Un día tras los referendos de Crimea y Sebastopol del 16 de marzo de 2014 donde se impuso por mayoría la opción de unirse a Rusia, el Parlamento de la República de Crimea votó con 85 votos a favor, la adhesión a Rusia y declaró el «Estado soberano independiente República de Crimea». Además, una delegación del parlamento viajó a Moscú para reunirse con la Duma Estatal y el Consejo de la Federación con el fin de adoptar los actos jurídicos y normativos para la entrada de la península en la Federación Rusa.
El 18 de marzo, durante una ceremonia en el Kremlin, fueron firmados los acuerdos de adhesión a la Federación de Rusia de la República de Crimea y la ciudad de Sebastopol como dos sujetos federales. La República de Crimea se incorporó bajo el estatus de «república», mientras que Sebastopol lo hizo bajo el estatus de «ciudad federal». Los firmantes del tratado fueron Serguéi Aksiónov, Vladímir Konstantínov, Vladímir Putin y Alexéi Chaly. Tras esto, Putin declaró que Crimea ya era parte íntegra de Rusia. Al día siguiente, Putin presentó a la Duma Estatal el acuerdo de adhesión de Crimea y Sebastopol, para tramitar su ratificación, después de que la Corte Constitucional de la Federación Rusa reconoció por unanimidad la constitucionalidad del tratado afirmando que se enmarca en la Constitución de Rusia.
Se previó que los dos nuevos sujetos federales obtendrán representación en el Consejo de la Federación, la cámara alta del parlamento de Rusia, en 2015, con dos senadores por cada territorio. También se declaró que a partir del mismo día de la adhesión, en los nuevos territorios federales entró en vigor la legislación de Rusia. Entre tanto, los diputados de la Duma Estatal ratificaron en una reunión extraordinaria los textos del acuerdo interestatal y el proyecto de ley sobre la adhesión de la República de Crimea y Sebastopol. De los 450 diputados en total, 444 se han mostrado a favor y uno en contra. El 21 de marzo el Consejo de la Federación, ratificó en una reunión extraordinaria el proyecto de ley sobre la adhesión de la Crimea y Sebastopol, con 155 votos a favor de un total de 166 miembros. Finalmente, unas horas más tarde, Putin firma la Ley de la Adhesión y ordenó conformar el Distrito Federal de Crimea, que abarca la península de Crimea y tiene capital en Simferópol. Se designó un representante plenipotenciario de la Presidencia rusa en el nuevo distrito y el Parlamento crimeo nombró a su vicepresidente como senador de la Cámara Alta de Rusia en representación de la república de Crimea, siendo el primer representante de la región.
El primer ministro ruso, Dmitri Medvédev, anunció el 31 de marzo la creación del Ministerio para Asuntos de Crimea, durante una visita a la península. También declaró que Crimea se convertirá en una zona económica especial para inversores que busquen llevar a cabo proyectos e inversiones pudieran recibir beneficios fiscales y gozar de la exención de ciertos impuestos. Mientras, la Cámara Baja de Rusia aprobó por unanimidad en primera lectura, la ley sobre la denuncia de cuatro tratados ruso-ucranianos que estipulan la presencia de la Flota del mar Negro rusa en territorio de Ucrania.
El parlamento de Crimea decidió abandonar el huso horario de Kiev (UTC +2) y adaptar el horario de Moscú (UTC +4) a partir del 30 de marzo y declaró al rublo ruso como moneda oficial, que se usará junto con la grivna ucraniana hasta 2016. A las 22:00 (hora local; 20:00 GMT) del 29 de marzo en una ceremonia oficial en Simferópol, los relojes se adelantaron dos horas pasando a marcar las 00:00 del 30 de marzo, alineándose con la hora de Moscú. Por otra parte, fueron creadas la Fiscalía de la República de Crimea y la Oficina del Fiscal de Sebastopol, designado a su cargo a Natalia Poklónskaia y a Ígor Shevchenko, respectivamente.
Por su parte, la Rada Suprema de Ucrania aprobó el 15 de abril, con 228 votos a favor de un total de 450, una ley que define como «territorios bajo ocupación temporal» a la República de Crimea y la ciudad de Sebastopol. La normativa indicó que dichos territorios son «parte inalienable» de Ucrania y están sujetos a las leyes ucranianas, pero señala que Rusia debe indemnizar el daño económico de la «anexión» y responder por cualquier violación de derechos humanos que se produzca en la península.
El 4 de diciembre, en su discurso anual ante la Asamblea Federal, el presidente ruso dijo que Crimea «tiene inmensa importancia sacramental para Rusia, igual que el Monte del Templo de Jerusalén para los adeptos del islam y el judaísmo, y así la seguiremos percibiendo siempre».
Semanas más tarde, Valentina Matviyenko, presidenta del Senado ruso declaró que juristas rusos estudiaron las decisiones aprobadas en 1954 sobre el transferencia de Crimea de Rusia a Ucrania, llegando a la conclusión de que se trató de un «acto ilegal y voluntarista». Matvienko también dijo que el parlamento ruso procedió a la preparación de un documento que reconocerá la acción como «jurídicamente nula». En otras palabras, esto haría que Rusia nunca haya reconocido Crimea como parte de Ucrania.

#### Aspectos militares

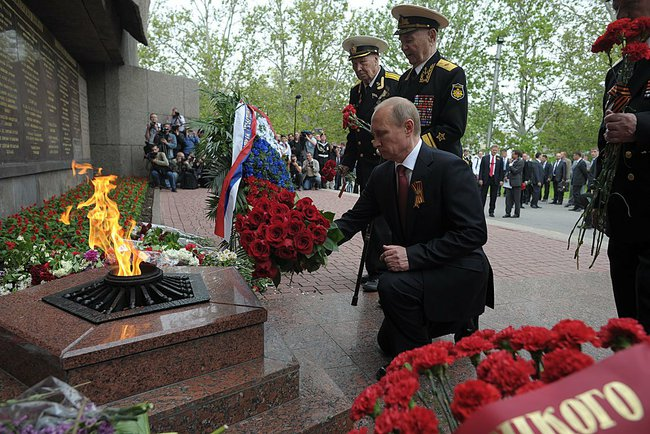
Putin en Sebastopol el 9 de mayo.

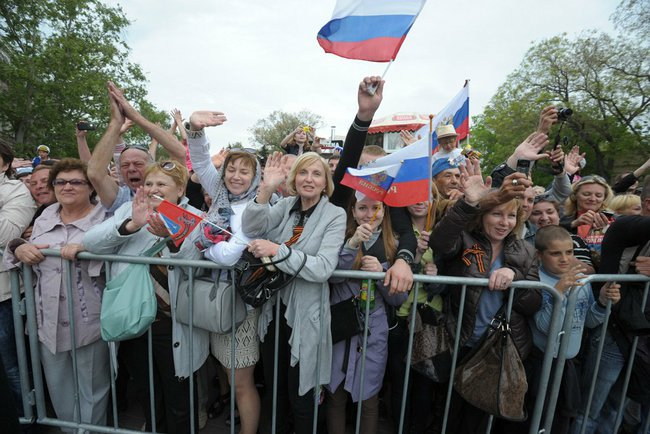
Habitantes de Sebastopol festejando el Día de la Victoria.

El 17 de marzo de 2014, el Ministerio de Defensa de Rusia anunció que permitió a observadores ucranianos inspeccionar de forma aérea las provincias rusas de Bélgorod y Kursk para que pudieran verificar la «ausencia de actividades militares».
Por su parte, el gobierno ucraniano llamó a consultas a su embajador en Moscú y ordenó la movilización parcial de los reservistas del ejército en vista del agravamiento de la situación. Al día siguiente, el Ministerio del Interior de Crimea señaló que dos personas fallecieron y dos resultaron heridas en Simferopol tras un tiroteo por parte de francotiradores que disparaban contra los vigilantes de las autodefensas y contra una unidad militar ucraniana. Tras esto, el Ministerio de Defensa de Ucrania declaró que permitía a las unidades militares presentes en la península recurrir al uso de armas.
El 19 de marzo cientos de activistas ingresaron en el cuartel general de la Marina de Ucrania en Sebastopol, izando la bandera rusa y cantando el himno de Rusia. Varios militares abandonaron el cuartel con sus pertenencias, escoltados por las fuerzas crimeas y, el comandante jefe de la Flota del Mar Negro rusa se desplazó hasta allí para realizar negociaciones con el mando ucraniano. Al día siguiente ocurrieron incidentes, donde tropas crimeas y rusas capturaron dos corbetas en Sebastopol, también una fragata ucraniana se enfrentó con buques de guerra rusos y dos helicópteros de asalto, hubo presencia de remolcadores en otros sitios y ocurrió un ataque a otra corbeta ucraniana con granadas.
Entre tanto, tras una solicitud del ministro de Defensa de Rusia, Putin ordenó reconocer los grados militares otorgados por Ucrania y la instrucción militar recibida durante el servicio a ese país a aquellos militares en Crimea que estuvieran dispuestos a pasar al servicio en las Fuerzas Armadas de Rusia. En ese sentido, el gobierno de la República de Crimea informó que un total de 72 unidades militares ucranianas emplazadas en la península se pasaron a sus filas de Rusia.
Para el 22 de marzo, las insignias de la Armada de Rusia fueron izadas por las tripulaciones de 54 navíos y lanchas de Ucrania desplegadas en Crimea, entre ellos 8 buques de guerra y un submarino. Ese mismo día, el Servicio Fronterizo de Ucrania cerró la salida de la península de Crimea al territorio ucraniano. El ministro de defensa ucraniano reportó que tropas rusas atacaron la base ucraniana en Novofederoskoe con bombas de humo. El 24 de marzo el Consejo de Seguridad Nacional de Ucrania decidió retirar sus tropas de Crimea. El día anterior, el ministerio de defensa ruso informó que en 189 unidades militares e instituciones de las Fuerzas Armadas de Ucrania en la península se izó la bandera rusa. Hacia el 26 de marzo, tropas rusas asaltaron el dragaminas Cherkassy, último buque de la Armada ucraniana en Crimea que no se había sumado a la Flota rusa del mar Negro, luego de tres horas de asalto en el lago Donuzlav.
Putin ordenó el 28 de marzo, la transferencia a Ucrania del armamento de las unidades militares en Crimea que no se unieron al Ejército ruso. Mientras que el ministro de defensa ruso dijo que el repliegue de las unidades del Ejército ucraniano que manifestaron su voluntad de seguir al servicio de Kiev concluyó, y todas las instalaciones militares en Crimea están en manos rusas.
El presidente ruso firmó el 2 de abril una ley revocando los acuerdos con Ucrania sobre la Flota del mar Negro. Ese mismo día también había sido aprobada por la Cámara Alta rusa, mientras que ya había sido aprobada por la Cámara Baja el 31 de marzo. Además, Crimea territorialmente fue incluida en el Distrito Militar Sur de Rusia —creado en 2010 e incluye las regiones del Cáucaso del Norte y del sur de Rusia, así como la Flota del Mar Negro—, con el Estado Mayor en Rostov del Don y al que se subordina la Flota del mar Negro, mientras el Ministerio de Defensa de Rusia aprobó, el 7 de abril, un plan para convertir Crimea en una «zona de defensa especial», al igual que el óblast de Kaliningrado o el Krai de Kamchatka.
La noche del 7 de abril ocurrió un enfrentamiento entre un grupo de militares ucranianos y militares crimeos en el punto de control de una instalación militar y una residencia militar de las afueras de la ciudad de Saki en el oeste de Crimea. Un comandante del Ejército ucraniano falleció y un soldado ruso fue herido. No obstante, el 9 de abril Rusia y Ucrania llegaron a un acuerdo para retirar de todos los buques y aeronaves de combate ucranianos de Crimea. Además, se informó que dos terceras partes de los 15 000 uniformados ucranianos acuartelados en la península expresaron su deseo de continuar el servicio militar en la Policía y Ejército rusos. A finales de abril, el jefe de la administración de Sebastopol anunció que Rusia había entregado a Ucrania trece buques de guerra y barcos auxiliares que la Armada ucraniana que estaban en las bahías de Sebastopol y Donuzlav, en Crimea, y fueron llevados a Odesa. Hacia ese mismo día, en la península quedaban unos sesenta buques de guerra y barcos auxiliares ucranianos.
El 9 de mayo, tuvo lugar en Sebastopol un desfile militar conmemorando el Día de la Victoria. Por primera vez, los grupos de acrobacia aérea Strizhi y Russkie Vitiazi no sobrevolaron la Plaza Roja de Moscú durante el desfile, sino que lo hicieron en Crimea. Los buques de la Flota del mar Negro estuvieron en la costa de la ciudad junto con el velero escuela Kruzenshtern llegado desde el mar Báltico. También participaron veteranos de la Segunda Guerra Mundial y hubo marchas de tropas rusas en Kerch y Armiansk. Tras asistir al desfile militar de Moscú, el presidente ruso llegó a Sebastopol, donde presidió la parada militar en la bahía, hizo una ofrenda floral a un monumento y se reunió con los veteranos de la guerra.

##### Aumento de presencia militar rusa en Crimea (2014-2016)
El 16 de septiembre de 2014, el ministro de Defensa ruso, Serguéi Shoigú, afirmó que Rusia reforzará sus tropas en Crimea por el agravamiento de la situación en Ucrania y el aumento de la «presencia militar extranjera» cerca de las fronteras en la región. El 21 de octubre, el ministro de Exteriores de Rusia declaró que los habitantes de Crimea «deben convencer a la opinión pública extranjera de que la incorporación de la península al territorio ruso fue una decisión legítima e independiente».
El 10 de agosto de 2016, el Servicio Federal de Seguridad de Rusia declaró que la prevención a tiempo de una serie de atentados planeados por la inteligencia militar ucraniana contra infraestructuras crimeas y sitios turísticos. Tras ello, se decidió reforzar la frontera con patrullas y cámaras ocultas, al mismo tiempo que el gobierno ucraniano anunció la colocación de defensas antitanque (denominados erizos checos). El 25 de agosto del mismo año, Vladímir Putin ordenó una inspección sorpresa y ejercicios militares en la península, además de la movilización y entrenamiento de reservas.

#### Otros aspectos
Rusia ordenó elevar las jubilaciones que se pagan en Crimea hasta el nivel medio del pago social en el resto del país, mientras que se inició la expedición de pasaportes rusos a los habitantes de Crimea. En cuanto a los bienes de la petrolera Chernomorneftegaz y de la empresa de transporte de gas Ukrtransgaz situados en el territorio de la península pasaron a ser propiedad de la República de Crimea, según un comunicado, y además Rusia otorgó a la península unos US$410 millones en ayuda financiera.
El 24 de abril, Putin presentó a la Duma de Estado un proyecto de ley sobre la creación de la «quinta zona de juego de Rusia» que estará ubicada en la República de Crimea. En Rusia están prohibidos los juegos de azar desde 2009 a excepción de cuatro zonas del país.
A mediados de abril, el Servicio Federal de Migración de Rusia emitió unos 160 000 pasaportes para los residentes de Crimea y las solicitudes aceptadas para la ciudadanía rusa eran más de 240 000.
El 26 de mayo, el Banco Central de Rusia suspendió las actividades de nueve bancos ucranianos en Crimea y Sebastopol. Argumentó que los bancos «no cumplían con sus obligaciones», ya que no realizaban operaciones. El Fondo de Protección de Inversores fue designado para administrar trámites y pagar indemnizaciones.
El 13 de agosto, Putin arribó a Sebastopol y se reunió con miembros del Consejo de Seguridad ruso en la sede de la Flota del Mar Negro. Para la visita de dos días, también viajaron el primer ministro, Dmitri Medvédev, el jefe de la Cámara baja, Serguéi Naryshkin, y los líderes de todos los grupos parlamentarios, así como ministros del Gobierno. Putin pronunció un discurso, participó de una sesión de preguntas y respuestas y se reunió con los parlamentarios en Yalta. Durante su discurso, Putin dijo que la creación y el desarrollo de las infraestructuras eléctrica, de transporte y de comunicación «deben ser una prioridad» en Crimea y añadió que Rusia está tomando medidas «urgentes» para construir infraestructuras. Durante la reunión en Yalta, dijo que la decisión de incorporar Crimea a Rusia «ya fue tomada y no se revisará» y calificó de «infundadas» las acusaciones sobre la «anexión» rusa de la península, diciendo que fue voluntad del pueblo. Anteriormente, a fines del mes de julio, el canciller ruso dijo a un periodista británico que «no ha habido, ni hay, ni habrá negociaciones sobre Crimea con nadie».

## Estatus político de Crimea tras su adhesión a Rusia
El 17 de marzo de 2014, gobierno de la República de Crimea y el Parlamento —renombrado como Consejo Estatal— instaron a todos los países y a las Naciones Unidas a que reconocieran el Estado constituido por el pueblo crimeo. En el mismo sentido, el gobierno ruso pidió el reconocimiento del derecho de Crimea a definir su futuro y propuso conformar un grupo internacional de apoyo a Ucrania. Ese mismo día Abjasia, la República de Nagorno Karabaj y Osetia del Sur —todos estados con reconocimiento limitado— también reconocieron la independencia de la península.

### Estatus de Crimea según Ucrania
Ucrania no reconoció la adhesión de Crimea y Sebastopol a la Federación de Rusia, al igual que la independencia de los territorios que formaron parte de Ucrania entre 1954 y 2014. Según declaró un portavoz del Ministerio de Relaciones Exteriores ucraniano, Kiev consideró que la decisión de adhesión «no tiene relación con la democracia, el derecho y el sentido común». El Gobierno de Ucrania pidió a las Naciones Unidas el 19 de marzo que declare Crimea «zona desmilitarizada» y que obligue a las fuerzas prorrusas a abandonar la zona. También anunció su intención de introducir un régimen de visados con Rusia y de abandonar la Comunidad de Estados Independientes. Al mismo tiempo, el país declaró que no iba a romper sus relaciones diplomáticas con Rusia por los habitantes ucranianos que habitan en territorio ruso.
Debido al reclamo de soberanía ucraniano, los ciudadanos crimeos que obtuvieron el pasaporte ruso tras la adehsión, conservan la nacionalidad ucraniana siempre que conserven el pasaporte ucraniano. También pueden participar en las elecciones presidenciales y legislativas. También se mantienen los derechos de propiedad de Ucrania, de la República Autónoma de Crimea, de la ciudad de Sebastopol, de los municipios y de otros sujetos de derecho público.
La Rada Suprema de Ucrania aprobó el 15 de abril de 2014, con 228 votos a favor de un total de 450, una ley que define como «territorios bajo ocupación temporal» a la República de Crimea y la ciudad de Sebastopol. La normativa indicó que dichos territorios son «parte inalienable» de Ucrania y están sujetos a las leyes ucranianas, pero señala que Rusia debe indemnizar el daño económico de la «anexión» y responder por cualquier violación de derechos humanos que se produzca en la península.
En 2015, las autoridades ucranianas crearon la Fiscalía de la República Autónoma de Crimea con sede en Kiev, como parte de la fiscalía general de Ucrania y para solucionar los litigios de la península «a distancia».
Plataforma de Crimea
La Plataforma de Crimea (en ucraniano: Кримська платформа, romanizado: Krymska platforma) es una iniciativa diplomática de Ucrania y su presidente, Volodímir Zelenski. Está diseñada para ser un mecanismo de coordinación internacional para restablecer las relaciones entre Rusia y Ucrania mediante la reversión de la adhesión de Crimea en 2014 por parte de la Federación de Rusia, realizada tras el referéndum sobre el estatus político de Crimea de 2014. 

## Cartografía

### Fronteras
El primer ministro adjunto de Crimea, Rustam Temirgalíev, indicó en abril de 2014 que la frontera entre la nueva entidad federal rusa y Ucrania será plenamente funcional «en breve», dotándose con servicios de aduanas y guardias fronterizos rusos. Previamente, las autoridades de Crimea declararon el 19 de marzo que poseían el control de la totalidad de los pasos fronterizos de la península, siendo administradas por las fuerzas de autodefensa crimeas. El jefe de la Agencia Federal de Rusia para el desarrollo de las instalaciones fronterizas del Estado (Rosgranitsa) Konstantín Busyguin, dijo la frontera estatal entre Ucrania y Rusia en el norte de Crimea será totalmente equipada con las instalaciones necesarias hacia el mes de mayo.

## Tártaros de Crimea
Tras el estallido de la crisis de Crimea de 2014, el presidente del Congreso del Pueblo Tártaro de Crimea, Refat Chubárov, expresó su preocupación de que los tártaros de Crimea se verían amenazados como consecuencia de la toma del poder por parte de los rusos. Dijo que Crimea era parte de Ucrania y advirtió sobre un colapso en el «orden mundial» si Rusia tenía éxito en la separación de Crimea de Ucrania. También anunció que los tártaros de Crimea boicotearían el referéndum sobre el estatus político de Crimea del 16 de marzo, ya que lo consideran ilegítimo. Un portavoz del Congreso del Pueblo Tártaro de Crimea ya había afirmado que los tártaros de Crimea no reconocieron la independencia de la República Autónoma de Crimea. De todas formas, las boletas del referéndum incluyeron el idioma tártaro de Crimea en alfabeto cirílico.
Serguéi Aksiónov, primer ministro de Crimea, afirmó el 10 de marzo que los preparativos para la unificación de la república autónoma con la Federación Rusa estaban en marcha, en previsión del resultado del referéndum del 16 de marzo. Aksiónov se comprometió a que habrá una presencia significativa de tártaros en el futuro gobierno crimeo y que su idioma, el tártaro de Crimea, también será oficial. El 12 de marzo, el presidente de la Duma de Estado, Serguéi Naryshkin, anunció que refrendarán garantías para los tártaros de Crimea si los habitantes de este territorio deciden incorporarse a Rusia, estableciendo el estatus oficial del tártaro de Crimea junto al ruso y el ucraniano; la representación en los órganos ejecutivos y legislativos de todos los niveles; y programas anuales de asistencia. El 16 de marzo, entre un 40 y un 50 % de los tártaros crimeos participaron del referéndum, donde se impuso la opción de ser anexada a Rusia que se completó el 18 de marzo.
Los tártaros de Crimea decidieron el 29 de marzo en Bajchisarái crear una autonomía dentro de la nueva república rusa. El Kurultái aprobó una resolución sobre «la realización del derecho de autodeterminación del pueblo tártaro en su territorio histórico: Crimea para crear una autonomía nacional y territorial para los tártaros crimeos. La asamblea popular también se dirigió a la ONU, el Consejo de Europa, la Unión Europea, la OSCE y la Organización de Cooperación Islámica para que apoyen la aspiración del pueblo tártaro de Crimea a la autodeterminación.
Hacia abril de 2014, el gobierno ruso ordenó la rehabilitación jurídica de los tártaros de Crimea. En el marco del programa ruso para el desarrollo social y económico de Crimea y Sebastopol se previó asignar unos 183 millones de dólares hasta 2020 para ayudar a los tártaros deportados en tiempos soviéticos. El 21 de abril, el presidente ruso, aprobó iniciativas relacionadas con el reconocimiento de la población tártara en Crimea, con un decreto para rehabilitar a los tártaros y otras minorías de la península —armenios, griegos, búlgaros y alemanes— que fueron reprimidos durante el estalinismo, en la década de 1940. El decreto firmado previó medidas de mejora de la situación económica y social de algunos territorios de la península, incluyendo programa de desarrollo económico de Crimea para el período hasta el año 2020, que previendo el «renacimiento nacional, cultural y espiritual» de la minorías étnicas de la península. También se anunció planes de crear varias autonomías nacionales y culturales, poner en marcha la enseñanza en las lenguas nacionales y desarrollar diversas formas de sociedad civil.
A principios del mayo de 2014, Natalia Poklónskaya, fiscal general de Crimea, irrumpió y amenazó con prohibir y cerrar el Congreso del Pueblo Tártaro de Crimea, si la organización de la etnia tártara no dejaba de tener posición pro-ucraniana y en la oposición a la anexión de Crimea por parte de Rusia.
El 16 de mayo, las autoridades de Crimea emitieron una prohibición de las conmemoraciones anuales del aniversario de la deportación de los tártaros de Crimea por Stalin en 1944, citando «la posibilidad de provocación por parte de los extremistas» como una razón. Finalmente, la comunidad tátara realizó manifestaciones conmemorativas el 18 de mayo desafiando la prohibición. En respuesta, las autoridades volaron helicópteros durante los mítines en un intento de interrumpirlos. También se reportaron que funcionarios del Servicio Federal de Seguridad de Rusia allanaron casas de tártaros, con el pretexto de «sospecha de actividad terrorista».

## Impacto en la infraestructura
En cuanto a gastos por infraestructura, el gobierno de Moscú se ha comprometido a construir escuelas, hospitales, carreteras, aeropuertos y una Universidad. El 13 de agosto de 2014, Vladímir Putin arribó a Sebastopol para una visita de dos días, el la que también participaron el primer ministro, Dmitri Medvédev, el jefe de la Cámara baja, Serguéi Naryshkin, y los líderes de todos los grupos parlamentarios, así como ministros del Gobierno. Putin dijo que la creación y el desarrollo de las infraestructuras eléctrica, de transporte y de comunicación «deben ser una prioridad» en Crimea y añadió que Rusia está tomando medidas «urgentes» para construir infraestructuras. Durante la reunión en Yalta, dijo que la decisión de incorporar Crimea a Rusia «ya fue tomada y no se revisará» y calificó de «infundadas» las acusaciones sobre la «anexión» rusa de la península, diciendo que fue voluntad del pueblo. Anteriormente, a fines del mes de julio, el canciller ruso dijo a un periodista británico que «no ha habido, ni hay, ni habrá negociaciones sobre Crimea con nadie».
También se anunciaron futuras obras relacionadas con la conexión del suministro de agua, electricidad y de gas a la red de Rusia, ya que actualmente dichos servicios provienen del resto de Ucrania. Además, el gobierno de Chechenia dijo que hombres de negocios chechenos están interesados en invertir en la península. El 21 de marzo se anunció la construcción de nueve centrales termoeléctricas.
El gobierno de la república nacionalizó edificios y propiedades del gobierno de Kiev, como sedes ministeriales y agencias gubernamentales, institutos de formación, entre otros. Según la Rada Suprema hay unos 57.800 objetos de propiedad de Ucrania en la península de Crimea.
Canal de Crimea del Norte
Hacia principios de mayo de 2014, se notificó que el gobierno de Ucrania comenzó la construcción de un dique en el canal de Crimea del Norte, cerca de localidad de Kalanchak en la región de Jersón, el cual «cerraría completamente el suministro de agua a la península de Crimea». Las autoridades ucranianas dijeron que construían «un punto tecnológico de control del agua» para la península. El presidente del óblast de Jersón, Yuri Odarchenko, dijo que el punto de control «permitirá tecnológicamente, hasta casi un litro, contar exactamente el agua que podría ser suministrada a Crimea».
Los militares rusos anunciaron entonces las obras para una red de 125 kilómetros de tuberías por Crimea para el suministro de agua potable. El 13 de mayo, la Agencia de Recursos Hidráulicos de Ucrania asumió la responsabilidad por la suspensión del suministro. Un camión cisterna lleva el agua hacia varios poblados de la península afectados.
Según datos recopilados por el think tank Jamestown Foundation, las tierras de regadío en Crimea cubrían 400.000 hectáreas durante el período soviético. Bajo el gobierno ucraniano, antes de la anexión de 2014, esa superficie había disminuido hasta 140.000 hectáreas. Después de que Ucrania cerrara el canal que conecta Nueva Kajovka con Crimea, la superficie de regadío se hundió hasta 17.000 hectáreas en 2014, 10.000 hectáreas en 2015, manteniéndose en 17.000 hectáreas en 2018. Crimea dejó de producir arroz y disminuyó de forma drástica los cultivos de maíz y soja. Sus exportaciones agrícolas se hundieron en tres años de 75 millones anuales a menos de 6 millones, y en 2020 grandes ciudades como Simferopol racionaron su uso a tres horas por la mañana y tres horas por la tarde.
Las autoridades rusas excavaron pozos que terminaron provocando una salinización masiva del suelo, que destruyó terrenos cultivables. Los proyectos para realizar canalizaciones desde Rusia se consideraron inviables, y la construcción de plantas desalinizadoras no prosperó por su alto coste económico.
En julio de 2021, la Fiscalía General de Rusia presentó una serie de denuncias de derechos humanos ante el Tribunal Europeo de Derechos Humanos entre las que incluyó el hecho de que Ucrania había bloqueado el canal de Crimea del Norte, que suministra agua dulce a Crimea.
Telecomunicaciones

## Primeros procesos electorales
Elecciones parlamentarias de 2014
Se llevaron a cabo elecciones parlamentarias en la República de Crimea y la Ciudad Federal de Sebastopol en 14 de septiembre de 2014. Estas fueron las primeras elecciones desde la adhesión de Crimea a Rusia.
Elecciones legislativas de 2016
En 2016 se celebrarán en la península las primeras elecciones a la Duma Estatal. En septiembre de 2015, la Comisión Electoral Central de Rusia estableció que el territorio eligiera cuatro diputados, uno de ellos por Sebastopol. A fines de junio de 2016, el Consejo Supremo y el Consejo General del partido Rusia Unida, a iniciativa del líder del partido Dmitri Medvédev, incluyeron a Natalia Poklónskaia´y Serguéi Aksiónov en la lista preelectoral del partido.

## Otras reacciones
- Unión Europea - El Parlamento Europeo condena que la Federación de Rusia se ha anexionado ilegalmente Crimea y Sebastopol, violando con ello el Derecho internacional, incluidas la Carta de las Naciones Unidas, el Acta Final de Helsinki, el Memorando de Budapest de 1994 y el Tratado de Amistad, Cooperación y Asociación de 1997 entre Ucrania y la Federación de Rusia.[198] Reitera su firme compromiso con la soberanía y la integridad territorial de Ucrania con arreglo a sus fronteras reconocidas internacionalmente, así como con la opción libre y soberana de este país de avanzar por una senda europea; recuerda su firme condena de la anexión ilegal de la península de Crimea por Rusia.[199]

El 1 de marzo, la jefa de Asuntos Exteriores, Catherine Ashton, afirmó que la UE "lamenta" la decisión de Rusia de utilizar la acción militar en Ucrania, que describió como «una escalada injustificada de las tensiones». Hizo un llamamiento a «todos los lados para disminuir las tensiones de inmediato a través del diálogo, en el pleno respeto de la legislación ucraniana e internacional». Y agregó que «la unidad, la soberanía y la integridad territorial de Ucrania debe ser respetada en todo momento y por todos los lados. Cualquier violación de estos principios es inaceptable. Ahora más que nunca, se necesitan moderación y sentido de la responsabilidad».
Los presidentes del Consejo Europeo, Herman van Rompuy, y de la Comisión Europea, José Manuel Barroso, divulgaron una declaración conjunta sobre la situación en torno a Crimea el 18 de marzo. Aclararon que la Unión Europea no reconoció la legitimidad del referéndum en y sus resultados, ni la anexión de Crimea y Sebastopol a la Federación de Rusia.

- Estados Unidos — El 28 de febrero, el presidente Barack Obama conminó a Rusia a que no intervenga en Crimea. En un comunicado dijo que está «profundamente preocupado por los informes de movimientos militares tomados por la Federación de Rusia en el interior de Ucrania». Añadió que «cualquier violación de la soberanía y la integridad territorial de Ucrania sería profundamente desestabilizador, que no es en el interés de Ucrania, Rusia o Europa» y que «sería una clara violación del compromiso de Rusia de respetar la independencia y la soberanía y la fronteras de Ucrania y de las leyes internacionales».[202] El 1 de marzo, Obama sostuvo una conversación telefónica con Putin y le increpó diciendo que la “invasión rusa” era una «violación de la soberanía y la integridad territorial de Ucrania y la violación del derecho internacional». Advirtió también «un mayor aislamiento político y económico», y amenazó con retirar a Estados Unidos de la cumbre del G8.[203]

El secretario de Estado John Kerry censuró la invasión rusa de Ucrania el 2 de marzo en una entrevista, denominándolo un «increíble acto de agresión», increpó a Rusia aduciendo que «invadir a otro estado con base en pretextos completamente ficticios» es un «comportamiento del siglo XIX».
El 3 de marzo el Gobierno estadounidense decidió no enviar una delegación a los Juegos Paralímpicos de Sochi 2014 y el 6 de marzo autorizó las sanciones contra funcionarios y entidades rusas que consideraba responsables de «amenazar la integridad ucraniana». Además, Kerry suspendió su visita a Rusia prevista para el 10 de marzo.
El secretario de Defensa estadounidense Chuck Hagel dijo el 5 de abril que «el mundo tomó nota y va a responder» a la anexión rusa de la región ucraniana de Crimea.

- Organización del Tratado del Atlántico Norte — En una declaración del Consejo de la OTAN, se culpó a Rusia de la «escalada militar en Crimea y la violación de los principios del derecho internacional».[208] El 6 de marzo la OTAN advirtió que estaba revisando sus relaciones con Rusia, y también amenazó con sanciones. El secretario general Anders Fogh Rasmussen dijo a periodistas que la organización había decidido «poner toda la gama de la cooperación OTAN-Rusia en revisión», con el fin de enviar «un mensaje claro de que las acciones de Rusia tienen consecuencias». También anunció que organización va a «intensificar» su asociación con Ucrania, a través de una mayor capacitación y ejercicios conjuntos e incluir a Ucrania en proyectos multinacionales.[209] El secretario general de la OTAN acusó a Rusia de «romper el libro de las reglas internacionales, tratando de volver a dibujar el mapa de Europa, y creando, en tan sólo unas semanas, la crisis de seguridad más grave desde el fin de la Guerra Fría».[210]

El 1 de abril en una declaración aprobada por los cancilleres reunidos en Bruselas en una sesión del Consejo de la OTAN a nivel ministerial, la Alianza anunció que suspende «todo tipo de cooperación práctica militar y civil con Rusia», en respuesta a la crisis en Ucrania.

El G7
La 40.ª Cumbre del G7 se celebró en Bruselas, Bélgica, entre el 4 y 5 de junio de 2014. Estaba previsto que la reunión fuese realizada en Sochi, Rusia, pero debido a la crisis resultante de la adhesión de Crimea a este país, la cita fue trasladada a la ciudad belga ya que los otros siete miembros del grupo decidieron que la cumbre se celebraría sin Rusia.
Petró Poroshenko
El nuevo presidente de Ucrania, Petró Poroshenko, dio un discurso el 7 de junio al asumir, donde dijo que «Crimea ha sido, es y será parte de Ucrania. Lo he dejado claro a los dirigentes de Rusia». El jefe del Parlamento de Crimea, calificó como un «enorme disparate» las declaraciones de Poroshenko. Por su parte Serguéi Aksiónov, declaró que la reincorporación de la península a Rusia es definitiva e irreversible. «Crimea nunca volverá a ser parte de Ucrania, esto ya es cosa del pasado», indicó al asegurar que los crimeos disponen de fuerzas y medios para defender su voluntad.
Festival de Eurovisión
La guerra ruso-ucraniana trascendió al ámbito de Eurovisión cuando se puso en debate si los votos telefónicos emitidos desde la zona de Crimea y Sebastopol se contabilizarían como ucranianos o rusos. Este problema motivó a que los miembros de la UER, quienes en un momento afirmaron que se hallaban ante "un desafío técnico", se reunieran pocas semanas antes de la primera semifinal a fin de analizar la situación. Una solución que se tuvo en cuenta fue la de omitir la votación en la zona, sin embargo Jon Ola Sand, productor ejecutivo de Eurovision, no estuvo dispuesto a admitirlo, alegando que "No podemos negar a la gente que vote. Además aislar la zona es extremadamente complicado. Sería imposible para nosotros saber si una llamada de teléfono móvil viene de Crimea o Moscú" si forman parte del mismo operador.
Este conflicto geopolítico también provocó que el socialdemócrata danés Lasse Quvang, aspirante a las elecciones europeas del 25 de mayo, solicitara a la televisión pública anfitriona DR el boicot a Moscú. Incluso diarios suecos, como el «Aftonbladet», señalaban que no era posible aceptar que Crimea formara parte del televoto ruso. «Eso sería aceptar su incorporación a Rusia», explicaban. Sin embargo, la directora de la televisión anfitriona, Pernille Gaardbo, recordó que sólo la UER puede expulsar a un participante si incumple las reglas y que el certamen musical se creó precisamente con la idea de "unir a los países".
Días después, la UER emitió un comunicado informando que los votos de la zona se contabilizarán como ucranianos. Esta decisión se basaría en la infraestructura telefónica de la república, ya que la operadora telefónica de Ucrania sigue siendo la que provee los números telefónicos de la zona.
Mundial de fútbol de 2018
A consecuencia de la adhesión de Crimea por la Federación Rusa, varios políticos del Reino Unido y de Estados Unidos pidieron a la FIFA que revocara su decisión de acoger la Copa Mundial de Fútbol de 2018 en Rusia. El secretario de Salud del gabinete en la sombra británico Andy Burnham, dijo que el organismo rector del fútbol debería reconsiderar la adjudicación del campeonato; dos senadores republicanos estadounidenses, Dan Coats y Mark Kirk declararon en una carta conjunta dirigida al presidente de la FIFA, Joseph Blatter de que Rusia no solo no debería organizar la Copa Mundial sino tampoco participar en ella, basándose en el precedente de la prohibición a Yugoslavia de tomar parte en la Eurocopa 1992 y el Mundial de 1994 y comparando la concesión de la Copa a Rusia con el apaciguamiento de los nazis y Adolf Hitler en los años precedentes a la Segunda Guerra Mundial. En marzo de 2014 Blatter respondió diciendo que «la Copa Mundial se ha concedido por votación a Rusia y vamos a seguir adelante con nuestro trabajo».
Grupo de diputados de Francia e Italia
A fines del mes de julio de 2015, una delegación de diez diputados franceses opositores visitó Crimea. Allí se reunieron con las autoridades locales y recorrieron distintas ciudades. Yvez Pozzo, senador francés declaró que no vio militares pero si refugiados de Lugansk y Donetsk. La visita contó con el rechazo de los Ministerios de Exteriores de Francia y de Ucrania, que calificaron la visita como una «violación del derecho internacional». El gobierno ucraniano, por su parte, declaró a los parlamentarios «personas no gratas» y les prohibió la entrada al territorio ucraniano por tres años. Además, la Fiscalía General de Ucrania abrió unos días más tarde una causa penal contra los parlamentarios franceses, citando «un delito estipulado en el Artículo 1 del Código Penal de Ucrania por la violación de leyes sobre la entrada en territorios de Ucrania temporalmente ocupados». Por su parte, el gobierno de Francia «lamentó» lo ocurrido y declaró que se trató de una «iniciativa privada» de los legisladores. Mientras que en el gobierno ruso destacaron «el ejemplo de diplomacia parlamentaria responsable» de los legisladores.
También en julio de 2015, Manlio Di Stefano, parlamentario italiano del partido opositor el Movimiento Cinco Estrellas declaró que Italia debía reconocer Crimea como parte de Rusia. Dicho partido declaró abiertamente sus intenciones de visitar la península y Moscú y mostrar «la realidad» a los italianos. El partido se había manifestado en contra de las sanciones económicas a Rusia y a favor de reconocer el resultado del referéndum de 2014. Además, anteriormente en octubre de 2014 una delegación de diputados italianos de la coalición Liga Norte visitó la península y su líder, Matteo Salvini reconoció públicamente la adhesión de Crimea a Rusia.

## Análisis previos
En 2009, un informe del Council on Foreign Relations declaró que la dispersión de una eventual manifestación rusofila en Crimea —en apoyo de la prolongación de la flota del Mar Negro o en contra de la adhesión de Ucrania a la OTAN— por parte del gobierno ucraniano podría convertirse en detonante de una intervención rusa para proteger «a los compatriotas rusos». Esto, junto con «la falta de atención del gobierno de Ucrania a los tártaros de Crimea» y el correspondiente «cambio de enfoque de Rusia hacia ellos», podría «desencadenar una crisis de Crimea a gran escala involucrando a las poblaciones de rusos, ucranianos y tártaros de Crimea en la península».